# Iasenivka, Rojîșce
Iasenivka (în ucraineană Ясенівка) este localitatea de reședință a comunei Iasenivka din raionul Rojîșce, regiunea Volînia, Ucraina.

## Demografie
Componența lingvistică a localității Iasenivka
     Ucraineană (99,38%)
     Alte limbi (0,41%)
Conform recensământului din 2001, majoritatea populației localității Iasenivka era vorbitoare de ucraineană (99,38%), existând în minoritate și vorbitori de alte limbi.